# Atletica leggera ai Giochi della XXXII Olimpiade - Salto con l'asta maschile

Video integrale della Finale

Ai Giochi della XXXII Olimpiade la competizione del Salto con l'asta maschile si è svolta dal 31 luglio al 3 agosto 2021 presso lo Stadio nazionale di Tokyo.

## Presenze ed assenze dei campioni in carica
| Competizione         | Atleta               | Prestazione | Tokyo 2020           |
| -------------------- | -------------------- | ----------- | -------------------- |
| Olimpiadi 2016       | Thiago Braz da Silva | 6,03 m      | Presente             |
| Commonwealth 2018    | Kurtis Marschall     | 5,70 m      | Presente             |
| Europei 2018         | Armand Duplantis     | 6,05 m      | Presente             |
| Asiatici 2018        | Seito Yamamoto       | 5,70 m      | Presente             |
| Panamericani 2019    | Chris Nilsen         | 5,76 m      | Presente             |
| Mondiali 2019        | Sam Kendricks        | 5,97 m      | Positivo al Covid-19 |
|                      |                      |             |                      |
| Mondiali junior 2018 | Armand Duplantis     | 5,82 m      | Presente             |

Graduatoria mondiale
In base alla classifica della Federazione mondiale, i migliori atleti iscritti alla gara erano i seguenti:
| Pos. | Atleta           | Punti | Note |
| ---- | ---------------- | ----- | ---- |
| 1    | Armand Duplantis | 1524  |      |
| 2    | Sam Kendricks    | 1469  |      |
| 3    | Piotr Lisek      | 1443  |      |

## La gara
10 dei 13 qualificati alla finale saltano 5,75 metri: non era mai successo in gare mondiali. Ad esempio, a Rio de Janeiro erano bastati 5,70 metri. A Londra, 6 su 14 si erano qualificati con 5,50.
Armand Duplantis è il netto favorito, anche perché non si riesce a individuare qualcuno che potrebbe batterlo. Ha un personale di 6,10 (gliene mancano solo 4 per il record mondiale), ma nelle gare indoor è già salito a 6,18 nel 2020. Nell'anno olimpico, il secondo atleta al mondo, Renaud Lavillenie è ben distanziato con 5,92. Tra l'altro il francese si porta dietro un dolore alla caviglia da cui non riesce a guarire e sa bene che non potrà dare il massimo.
Tutti i migliori entrano a 5,55, Duplantis compreso. Lavillenie, invece, a quella misura riposa ed attacca direttamente i 5,70. Misura che invece è passata da Duplantis.

A 5,70 avviene il primo errore di due candidati alle medaglie: il campione in carica Thiago Braz e il polacco Piotr Lisek. Braz ce la fa alla seconda prova, invece il polacco si tiene due salti per la misura successiva, 5,80. Gli basta un salto per valicare la misura.

5,80: sono solo in quattro a saltare alla prima prova: Duplantis, Karalīs (Grecia), Lightfoot (USA), Lisek e Coppell (GB). Sbagliano: Braz (di nuovo), Nilsen (USA) e Coppell (di nuovo). Lavillenie, sempre preoccupato della sua caviglia, passa anche questa misura.

5,87: Duplantis rimane in tuta e sta a guardare cosa fanno gli altri. Braz e Nilsen centrano la misura alla prima prova. Questo successo li proietta in zona podio. Tutti gli altri sbagliano. Sbagliano anche la seconda prova e pure la terza. Lavillenie decide di passare alla misura successiva. 

5,92: Sono rimasti solo in tre: Duplantis, Nilsen e Braz, con Lavillenie che ha solo due tentativi. Duplantis e Nilsen salgono alla prima prova. Braz e Lavillenie invece sbagliano i tentativi rimanenti e vengono eliminati.

5,97: Nilsen ha ancora una piccola residua speranza. Tira fuori tutte le energie che gli rimangono e valica l'asticella: è il nuovo record personale (aveva 5,95 dal 2019). Duplantis esegue il suo salto e aspetta lo statunitense alla misura successiva.

6,02: per Nilsen è ancora un'altezza oltre le sue possibilità. Duplantis invece va su alla prima prova. Assicuratosi l'oro, tenta senza fortuna i 6,19 metri.

## Risultati

### Qualificazioni
Soglia di qualificazione 5,80 (Q) o i migliori 12 atleti (q) accedono alla finale. 
| Pos. | Gruppo | Atleta                    | Nazionalità   | 5,30 | 5,50 | 5,65 | 5,75 | Distanza | Note |
| ---- | ------ | ------------------------- | ------------- | ---- | ---- | ---- | ---- | -------- | ---- |
| 1    | B      | Bo Kanda Lita Baehre      | Germania      | –    | o    | o    | o    | 5,75     | q    |
| 1    | B      | Christopher Nilsen        | Stati Uniti   | –    | o    | o    | o    | 5,75     | q    |
| 3    | B      | Armand Duplantis          | Svezia        | o    | xo   | o    | o    | 5,75     | q    |
| 3    | A      | KC Lightfoot              | Stati Uniti   | –    | xo   | o    | o    | 5,75     | q    |
| 5    | A      | Kurtis Marschall          | Australia     | –    | o    | xxo  | o    | 5,75     | q    |
| 6    | A      | Renaud Lavillenie         | Francia       | –    | xxo  | xo   | o    | 5,75     | q    |
| 7    | B      | Menno Vloon               | Paesi Bassi   | o    | o    | o    | xo   | 5,75     | q    |
| 8    | B      | Thiago Braz da Silva      | Brasile       | –    | xo   | o    | xo   | 5,75     | q    |
| 8    | A      | Emmanouīl Karalīs         | Grecia        | o    | o    | xo   | xo   | 5,75     | q    |
| 10   | A      | Ernest John Obiena        | Filippine     | –    | o    | o    | xxo  | 5,75     | q    |
| 11   | B      | Piotr Lisek               | Polonia       | –    | o    | xxo  | xxo  | 5,75     | q    |
| 12   | B      | Harry Coppell             | Gran Bretagna | o    | o    | o    | xxx  | 5,65     | q    |
| 12   | B      | Ersu Şaşma                | Turchia       | o    | o    | o    | xxx  | 5,65     | q    |
| 12   | A      | Oleg Zernikel             | Germania      | –    | o    | o    | xxx  | 5,65     | q    |
| 15   | A      | Robert Sobera             | Polonia       | –    | x–   | o    | xxr  | 5,65     |      |
| 16   | A      | Augusto Dutra de Oliveira | Brasile       | o    | o    | xo   | xxx  | 5,65     |      |
| 17   | A      | Valentin Lavillenie       | Francia       | o    | o    | xxo  | xxx  | 5,65     |      |
| 18   | B      | Ben Broeders              | Belgio        | –    | xo   | xxo  | xxx  | 5,65     |      |
| 19   | B      | Matt Ludwig               | Stati Uniti   | o    | o    | xxx  |      | 5,50     |      |
| 19   | A      | Jin Min-sub               | Corea del Sud | o    | o    | xxx  |      | 5,50     |      |
| 21   | B      | Huang Bokai               | Cina          | xo   | o    | xxx  |      | 5,50     |      |
| 22   | B      | Konstadínos Filippídis    | Grecia        | o    | xo   | xxx  |      | 5,50     |      |
| 22   | B      | Ethan Cormont             | Francia       | o    | xo   | xxx  |      | 5,50     |      |
| 24   | A      | Sondre Guttormsen         | Norvegia      | –    | xxo  | x–   |      | 5,50     |      |
| 25   | A      | Torben Blech              | Germania      | o    | xxx  |      |      | 5,30     |      |
| 25   | A      | Masaki Ejima              | Giappone      | o    | xxx  |      |      | 5,30     |      |
| 25   | B      | Seito Yamamoto            | Giappone      | o    | xxx  |      |      | 5,30     |      |
| 28   | A      | Paweł Wojciechowski       | Polonia       | xo   | xxx  |      |      | 5,30     |      |
|      | A      | Claudio Stecchi           | Italia        | xxx  |      |      |      | nm       |      |
|      | B      | Germán Chiaraviglio       | Argentina     |      |      |      |      | dns      |      |

### Finale
| Record mondiale      | Serhij Bubka     | 6,14 m | Sestriere      | 31 luglio 1994 |
| Record olimpico      | Thiago Braz      | 6,03 m | Rio de Janeiro | 15 agosto 2016 |
| Capolista stagionale | Armand Duplantis | 6,10   | Hengelo        | 6 giugno 2021  |

Martedì 3 agosto, ore 19:00.
| Posizione | Atleta               | Nazione       | 5,55 | 5,70 | 5,80 | 5,87 | 5,92 | 5,97 | 6,02 | 6,19 | Misura | Note                                     |
| --------- | -------------------- | ------------- | ---- | ---- | ---- | ---- | ---- | ---- | ---- | ---- | ------ | ---------------------------------------- |
| Oro       | Armand Duplantis     | Svezia        | o    | —    | o    | —    | o    | o    | o    | xxx  | 6,02   |                                          |
| Argento   | Christopher Nilsen   | Stati Uniti   | o    | o    | xo   | o    | xo   | o    | xxx  |      | 5,97   | Miglior prestazione personale            |
| Bronzo    | Thiago Braz          | Brasile       | o    | xo   | xo   | o    | xxx  |      |      |      | 5,87   | Miglior prestazione personale stagionale |
| 4         | Emmanouīl Karalīs    | Grecia        | o    | o    | o    | xxx  |      |      |      |      | 5,80   | Miglior prestazione personale            |
| 4         | KC Lightfoot         | Stati Uniti   | o    | o    | o    | xxx  |      |      |      |      | 5,80   |                                          |
| 6         | Piotr Lisek          | Polonia       | o    | x–   | o    | xxx  |      |      |      |      | 5,80   |                                          |
| 7         | Harry Coppell        | Gran Bretagna | o    | xo   | xo   | xxx  |      |      |      |      | 5,80   | Miglior prestazione personale stagionale |
| 8         | Renaud Lavillenie    | Francia       | —    | o    | —    | x–   | xx   |      |      |      | 5,70   |                                          |
| 9         | Oleg Zernikel        | Germania      | xo   | o    | xxx  |      |      |      |      |      | 5,70   |                                          |
| 10        | Ersu Sasma           | Turchia       | o    | xo   | xxx  |      |      |      |      |      | 5,70   |                                          |
| 11        | Bo Kanda Lita Baehre | Germania      | o    | xxo  | xxx  |      |      |      |      |      | 5,70   |                                          |
| 11        | Ernest John Obiena   | Filippine     | o    | xxo  | xxx  |      |      |      |      |      | 5,70   |                                          |
| 13        | Menno Vloon          | Paesi Bassi   | o    | xxx  |      |      |      |      |      |      | 5,55   |                                          |
|           | Kurtis Marschall     | Australia     | xxx  |      |      |      |      |      |      |      | nm     |                                          |